# A-10 Thunderbolt II

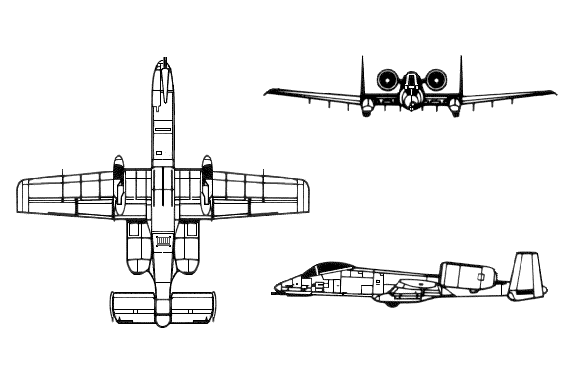
A-10 Thunderbolt II - privire de ansamblu

A-10 Thunderbolt II este un avion cu reacție, monoloc, bimotor și cu aripă dreaptă, dezvoltat de compania americană Fairchild-Republic pentru United States Air Force (română Forțele Aeriene ale Statelor Unite). Scopul acestui avion de atac la sol este de a oferi suport aerian de apropiere (în engleză close air support sau CAS) forțelor terestre, prin atacarea de la joasă înălțime a tancurilor, a vehiculelor blindate sau a altor ținte de la sol. Acest avion poate avea, de asemenea, și un rol de a crea interdicție aeriană limitată. Este primul avion al US Air Force conceput exclusiv pentru suport aerian de apropiere.
Numele oficial al avionului A-10 vine de la avionul utilizat în al Doilea Război Mondial P-47 Thunderbolt (produs de Republic Aviation), un avion de vânătoare care era eficient în special pentru suportul aerian de proximitate. Oricum, A-10 este cunoscut mai bine după porecla sa Warthog sau, mai scurt, numai Hog. Ca misiune secundară, el oferă control aerian aeropurtat de avangardă, ghidând alte avioane spre ținte terestre. Avioanele A-10 folosite în principal în acest scop sunt desemnate prin indicativul OA-10.

## Caracteristici generale
Următoarele caracteristici se referă la varianta A-10A:
- Echipaj: 1
- Lungime: 16,26 m
- Anvergura: 17,53 m
- Înălțime: 4.47 m
- Suprafața portantă (aripi): 47,0 mp
- Greutate standard: 13782 kg
- Greutate maximă la decolare: 23000 kg
- Motor: 2 turboreactoare General Electric TF34-GE-100A

Performanțe
- Viteza maximă: 706 km/h, la nivelul mării
- Viteza de croazieră: 560 km/h
- Plafon altitudine: 13700 m
- Viteza ascensională: 30 m/s
- Raport tracțiune/greutate: 0,36

Armament
- Tunuri: 1 × 30 mm GAU-8/A Avenger
- Combinații de rachete:
- 4 × LAU-61/LAU-68
- 4 × LAU-5003
- 6 × LAU-10
- 2 × AIM-9 rachete aer-aer Sidewinder
- 8 × AGM-65 rachete aer-sol Maverick

În general, se poate spune despre A-10 Thunderbolt II că este un avion simplu, solid și eficace; cele două turboreactoare dublu flux cu care este dotat îi asigură un raport tracțiune/greutate foarte mare pentru clasa sa.

## Variante produse

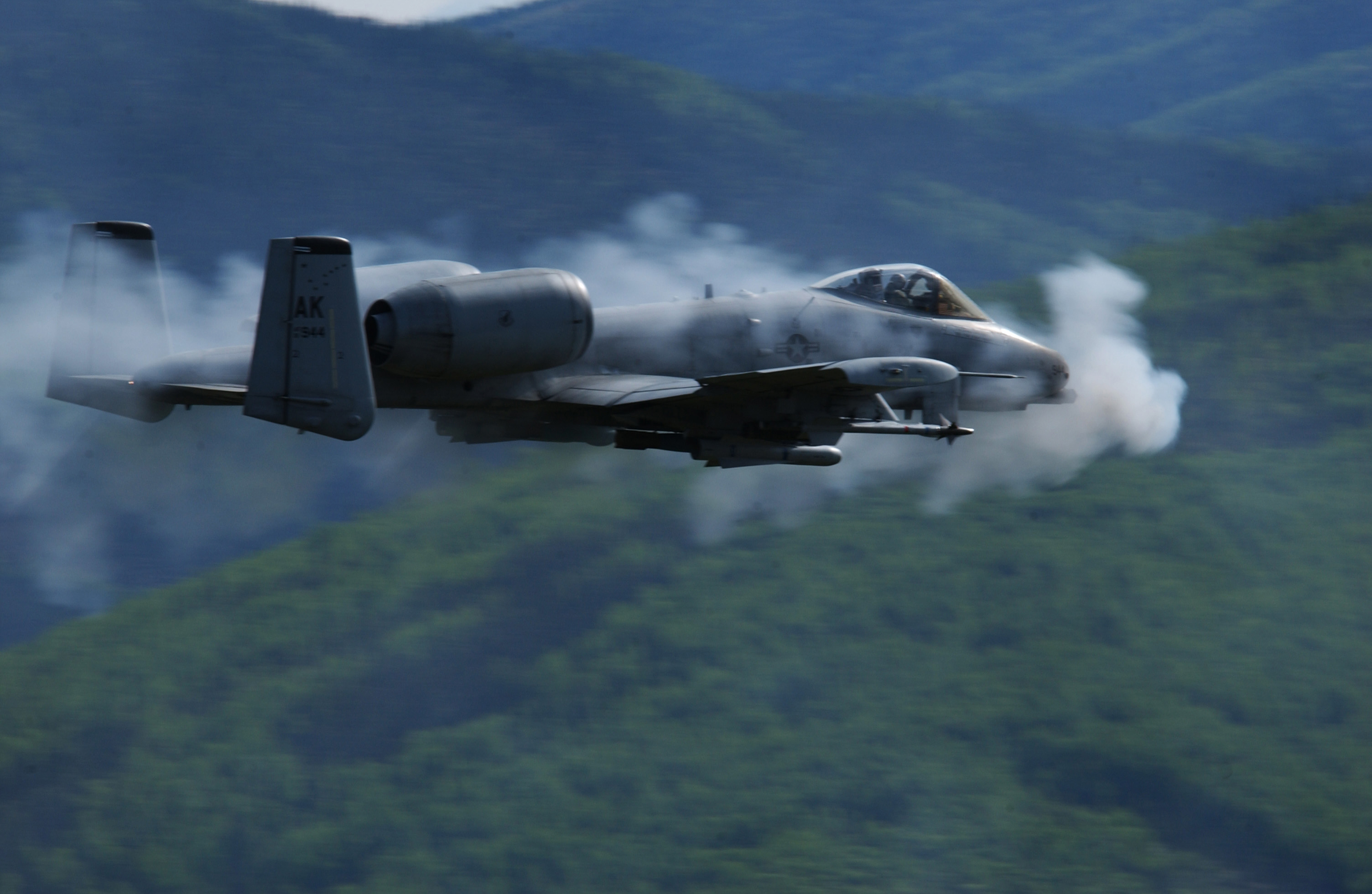
Un A-10 trăgând cu tunul său de calibrul 30 mm GAU-8

YA-10AVarianta pre-producție. Au fost fabricate 12 aparate.
A-10AVarianta de atac la sol și suport aerian apropiat.
OA-10AVarianta pentru control aerian aeropurtat de avangardă, ghidând alte avioane spre ținte terestre.
YA-10B Noapte/Vreme neprielnicăPrototip experimental cu două locuri, pentru zborul pe timp de noapte și în condiții meteo neprielnice .
A-10CO variantă a lui A-10 „updatată” pentru programul Precision Engagement (PE).

## Utilizare operațională
În anii 1980 armata americană pregătea contracararea unui eventual atac sovietic cu tancuri în Europa; unul dintre principalele mijloace de contraatac era utilizarea intensivă a avioanelor de atac la sol, printre care și nou-introdusul (din 1977) A-10 Thunderbolt II.
Primele angajări în luptă ale avionului A-10 Thunderbolt II au avut loc în 1991, în timpul războiului din Golf. În cadrul luptelor, A-10 a reușit o rată de 95,7 % acțiuni încheiate cu succes (dintr-un total de cca. 8100 zboruri). Utilizând îndeosebi rechetele aer-sol AGM-65 Maverick, a demonstrat o mare eficacitate, distrugând 1000 de tancuri, 2000 de vehicule militare și 1200 piese de artilerie. Au fost pierdute doar 7 avioane A-10, o cifră cu mult inferioară estimărilor de la începutul războiului.
În timpul conflictului din Bosnia și Herțegovina (1994-1995) avioanele A-10 Thunderbolt II ale forțelor aeriene ale Statelor Unite ale Americii au fost intens utilizate, ele trăgând peste 10.000 de focuri cu tunurile lor de calibrul 30 mm. După ce sârbii au confiscat arme grele  de la un depozit din Ilidža, au fost lansate o serie de atacuri aeriene pentru a localiza și distruge echipamentul capturat. La 5 august 1994, două avioane A-10 au localizat și distrus un vehicul anti-tanc. După acest atac sârbii au acceptat să predea armele grele rămase. În august 1995, NATO a lansat o ofensivă denumită Operation Deliberate Force. În cadrul acestor operațiuni avioanele A-10 au efectuat misiuni de sprijin aerian la sol, atacând pozițiile artileriei sârbilor. La sfârșitul lunii septembrie 1995 avioanele A-10 Thunderbolt II au reluat zborurile de patrulare în spațiul aerian din Bosnia-Herțegovina.

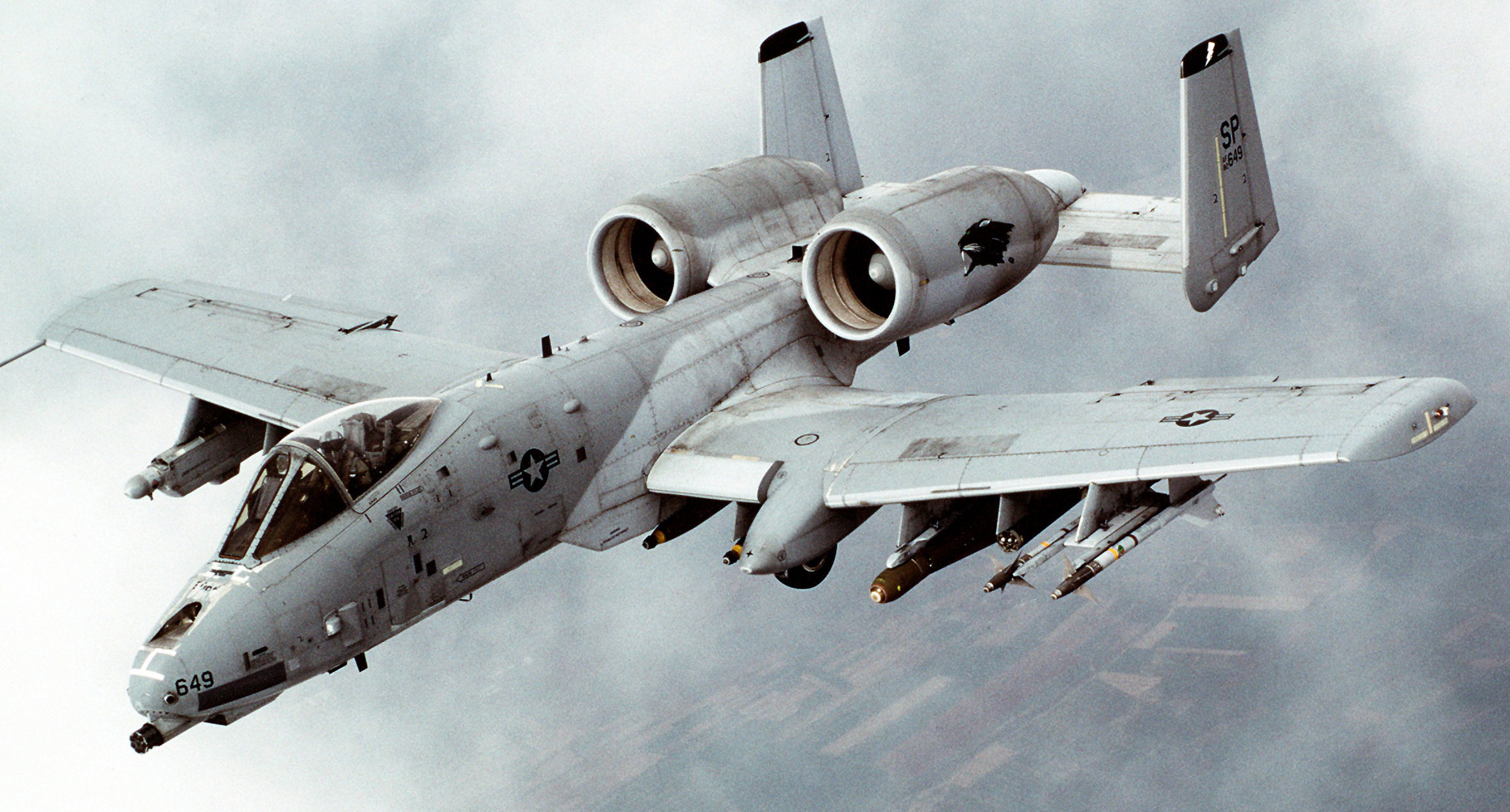
Avion A-10 Thunderbolt II în zbor, la baza aeriană Spangdahlem, din Germania

A-10 Thunderbolt II a fost, de asemenea, utilizat în timpul războiului din Kosovo (1999), dar cu precauție, politica administrației Clinton urmărind evitarea unor pierderi prea mari. Terenurile împădurite și accidentate din Kosovo erau cu siguranță mult prea riscante pentru un avion având un mod de operare atât de aproapiat de sol și care nu putea, ca elicopterele, să se ascundă în spatele reliefului accidentat.
În martie 1999, avioane A-10 au escortat elicopterele de căutare și salvare a pilotului unui F-117 doborât de rachete. Ulterior, A-10 Thunderbolt II au început să primească tot mai multe misiuni de atac la sol. Un prim succes s-a înregistrat la 6 aprilie 1999. Avioanele A-10 au rămas active în Kosovo până la sfârșitul lunii iunie 1999.
Inițial, avioanele A-10 Thunderbolt II nu au fost utilizate în cadrul conflictelor din Afganistan (începute în 2001). Pentru campania împotriva talibanilor și Al-Qaeda au fost trimise escadrile de A-10 în Pakistan și la baza aeriană Bagram din Afganistan, începând din martie 2002. Acestea au participat la  Operațiunea Anaconda, iar ulterior au rămas în Afganistan pentru a sprijini operațiunile contra talibanilor și a luptătorilor rămași activi ai Al-Qaeda.
La operațiunea Iraqi Freedom din Irak, care a început la 20 martie 2003, au participat șaizeci de aeronave A-10 Thunderbolt II. În timpul luptelor avioanele A-10 au avut o rată a misiunilor  încheiate cu succes de 85%, ele trăgând 311.597 de focuri cu tunurile lor de calibrul 30 mm. Un singur A-10 a fost doborât lângă aeroportul internațional din Bagdad de către irakieni. A-10 au zburat, de asemenea, în 32 de misiuni de lansare a manifestelor de propagandă în Irak.
O primă dislocare în Irak a variantei A-10C a avut loc în al treilea trimestru al anului 2007, cu Escadrila 104 a Maryland Air National Guard. Avioanele A-10C includ Precision Engagement Upgrade, iar avionica lor și sistemele de comunicații digitale au redus foarte mult timpul de reacție pentru recunoașterea țintelor de la sol și atacarea acestora.

## Viitorul aeronavei A-10 Thunderbolt II
Avioanele A-10 Thunderbolt II sunt programate să rămână în serviciul activ al USAF până în anul 2028 (eventual chiar și după această dată), atunci când vor fi înlocuite cu avioanele Lockheed Martin F-35 Lightning II.
Unii experți militari au criticat această decizie, afirmând că înlocuirea lui A-10 cu F-35 ar fi „un uriaș salt înapoi”, având în vedere performanțele excelente ale lui „Warthog” (porecla lui A-10 Thunderbolt II) și costurile în creștere ale programului de realizare ale lui F-35.
Pentru anul 2012 Air Force a ajuns la concluzia că nu pot fi achiziționate suficiente aparate F-35, așa că acestea nu vor înlocui deocamdată A-10 Thunderbolt II.
Tot în 2012, USAF a propus să fie desființate cinci escadrile de avioane A-10, din motive bugetare, dorind să aibă în viitor o flotă aeriană mai mică, dar cu aeronave mai versatile.